# Wampirzyca z hrabstwa Sussex
Wampirzyca z hrabstwa Sussex (ang. The Adventure of the Sussex Vampire) – jedno z 56 opowiadań o detektywie Sherlocku Holmesie napisanych przez sir Arthura Conana Doyle’a należących do zbioru Księga przypadków Sherlocka Holmesa. Pierwsza publikacja w styczniu 1924 w czasopismach The Strand Magazine (ilustracje Howard K. Elcock) i Hearst’s International Magazine (ilustracje W. T. Benda). Inny tytuł Wampir z Sussex.
Holmes otrzymuje dwa dziwne listy, które dotyczą wampirów. Pan Robert Ferguson, który przybywa na Baker Street następnego ranka, nabrał przekonania, iż jego żona Peruwianka wysysała krew z szyi ich synka. Kilka razy została na tym przyłapana przez pielęgniarkę, która na początku wahała się, czy powiedzieć o tym panu Fergusonowi. Pani dała jej łapówkę w zamian za milczenie.
W końcu jednak bardzo zaniepokoiła się o dobro dziecka i powiedziała Fergusonowi, co się wydarzyło, lecz ten nie chciał w to uwierzyć. Jednakże właśnie wtedy wydarzył się kolejny incydent i rana na szyi dziecka oraz krew na ustach jego żony były jednoznaczne. Ta nie dała żadnych wyjaśnień, jedynie „dzikie, zrozpaczone spojrzenie”.
Kobieta ta jest drugą żoną pana Fergusona; z pierwszą ma piętnastoletniego syna, Jacka, który jako dziecko uległ wypadkowi i od tamtej pory ma ograniczoną sprawność w nogach, lecz jest w stanie chodzić. Jego macocha bije go, choć Ferguson nie potrafi wyobrazić sobie dlaczego, jako że syn jest bardzo dobrym chłopcem, a ona oddaną i kochającą żoną. Od chwili drugiego wysydania krwi zamknęła się w swoim pokoju i odmawia wyjścia na zewnątrz. Jedynie jej peruwiańska pokojówka, Dolores, którą zna od lat, ma prawo wejść do jej pokoju i zanosi jej posiłki.
Zanim Holmes i Watson wyruszą do Cheeseman's, domu pana Fergusona w Sussex, Holmes wydedukował, co się tam dzieje i że nie ma to nic wspólnego z wampirami. W rzeczywistości jest to jeszcze bardziej szokujące. Wyjazd Holmesa do Cheeseman's ma potwierdzić jego wnioski.
Pokojówka pani Ferguson oznajmia, że jej pani jest chora i doktor Watson oferuje swoją pomoc. W pokoju na górze znajduje poruszoną kobietę, mówiącą coś o „tym nikczemniku”, czego Watson nie rozumie, nie może pojąć jak można tak opisać pana Fergusona. Więcej mówi o swoim poświęceniu i tym, że została zniszczona, niż o złamanym sercu swojego męża. Żąda także, aby oddano jej dziecko, którym zajmowała się opiekunka, pani Mason, od czasu, gdy pan Ferguson dowiedział się o tamtym nieszczęsnym incydencie.
Holmes bada znajdującą się w domu broń z Ameryki Południowej, przywiezioną do Anglii przez żonę pana Fergusona. Holmes spotyka tam dwoje dzieci. Jack, piętnastolatek, wydaje się nadmiernie przywiązany do ojca, widać też wyraźnie, że nie lubi swojej macochy. Niemowlę jest niczym mały aniołek i ma wyraźną ranę na szyi. 
Holmes zdaje sobie sprawę, iż jest to bardzo delikatna sprawa, która sprawia ból Fergusonowi. Przynosi mu ulgę, wyjaśniając, co się wydarzyło. Okazuje się, że winowajcą jest Jack, który jest bardzo zazdrosny o swojego młodszego brata. Holmes dowiódł tego, kiedy spostrzegł odbicie Jacka w oknie, w momencie, gdy pan Ferguson skupił swą uwagę na niemowlęciu. Jack wystrzelił z dmuchawki zatrute strzały – co potwierdziła kolekcja broni w Cheeseman's – w swojego przyrodniego  brata, co zarazem wyjaśnia zachowanie jego macochy: nie wysysała z szyi dziecka krwi, lecz truciznę. Rany były spowodowane przez strzały, a nie przez jej ugryzienia. Nie powiedziała mężowi prawdy, ponieważ wiedziała, że to złamałoby mu serce. Mogła to jednak wyznać pani Mason, której ufała.
Teraz, kiedy prawda wyszła na jaw, zamiast konsekwencji prawnych Holmes zaleca roczny pobyt nad morzem dla Jacka.

## Adaptacje
W tym opowiadaniu Holmes wspomina Watsonowi o sprawie „wielkiego szczura z Sumatry”, mówiąc, że jest to „historia, na którą świat nie jest jeszcze gotowy”. Ta pojedyncza wzmianka kilkakrotnie była inspiracją dla innych autorów.
Na podstawie opowiadania powstało słuchowisko radiowe w 1986 r.
W telewizyjnej adaptacji zatytułowanej Ostatni Wampir z Jeremym Brettem w roli Holmesa, historia została znacznie zmieniona, tak iż oryginalny motyw jest tylko drobnym dodatkiem do treści filmu. Holmes nie został wezwany przez Fergusona, by zbadać domniemaną próbę zabójstwa dziecka przez jego żonę, lecz przez miejscowego wikarego, który prosi detektywa, by zbadał okoliczności śmierci niemowlaka. Głównym podejrzanym jest nowo przybyły do wioski John Stockton, mężczyzna, który, jak głoszą plotki, jest spadkobiercą rodziny wampirów, przed wiekami wraz ze swą mroczną siedzibą spalonej przez okoliczną ludność. Podczas śledztwa okazuje się, że winnym jest Jack, który, kierowany swoimi urojeniami z powodu swojego wypadku w dzieciństwie, uwierzył, że jest wampirem, zafascynowany mocą i strachem jaki te stworzenia powodują oraz zachowaniem Stocktona, który potrafi oczarować kobiety swoimi domniemanymi wampirzymi cechami. Ostatecznie Stockton ginie w wypadku, a Jack umiera, kiedy próbuje pofrunąć, skacząc z muru w opuszczonym zamku. Holmes i Watson spekulują, iż podobnie jak na sprawę „wielkiego szczura z Sumatry”, na tę również świat nie jest jeszcze przygotowany.